# Petro Evstaf'evic Stojan
Petro Evstaf'evic Stojan, russisch Пётр Евстафьевич Стоян; (Pseudonyme Ribaulb, Radovich und Šulerc; * 22. Juni 1884 in Ismail, Gouvernement Bessarabien, Russisches Kaiserreich; † 3. Mai 1961 in Nizza) war ein russischer Bibliograph und Lexikograph des Russischen und des Esperanto.

## Leben
Stojan besuchte das Richelieu-Lyzäum in Odessa und studierte anschließend Physik und Mathematik in Odessa und Sankt Petersburg, schließlich 1906 und 1907 in Paris. 16 Jahre lang war er Autor von oder Mitarbeiter an 12 Wörterbüchern und Terminologien, u. a. am Großen Russisch-Wörterbuch der Kaiserlichen Akademie und Verfasser eines Illustrierten Wörterbuchs der russischen Sprache. 1919 bis 1922 war er Lehrer („Lyzäumsprofessor“) in Serbien. Ab 1925 arbeitete er einige Jahre in der Hauptstelle des Esperanto-Weltbunds (Universala Esperanto-Asocio – UEA) in Genf an seinem Hauptwerk auf Esperanto, der (kommentierten) „Bibliographie der Internationalen Sprache“ (Bibliografio de Internacia Lingvo, 1929, Nachdruck 1973) und war zwischen 1926 und 1930 Leiter der Bibliothek Hector Hodler der UEA, damals wie heute eine der weltweit größten Sammlungen zur Literatur des Esperanto und anderer Plansprachen.
Das Ende seines Lebens verbrachte er in Südfrankreich. Am 3. Mai 1961 wählte er siebenundsiebzigjährig den Freitod durch Ertrinken.

## Tätigkeit für Esperanto
Stojan fand 1903 zum Esperanto. 1914 wurde er zum Mitglied der Sprachsteuerungsinstitution gewählt Lingva Komitato. Zuvor war er in der Esperanto-Welt bekannt geworden durch sein Achtsprachiges Ornithologisches Wörterbuch (Ornitologia oklingva vortaro, 1911), sowie ein Kleines Taschenwörterbuch Russisch–Esperanto (1912). 1913 hatte Stojan das Projekt einer „Universalenzyklopädie auf Karteikarten“ (Universala Slipa Enciklopedio, USE) vorgestellt.
Stojan veröffentlichte zahlreiche Artikel in zeitgenössischen Esperanto-Periodika zu seinen Arbeitsschwerpunkten sowie zur Frühgeschichte des Esperanto unter sprachlichem Gesichtspunkt. Daneben trat er auch als Autor kleinerer, original auf Esperanto verfasster schöngeistiger Literatur hervor.

## Sprachschöpfer
Unter den Pseudonymen Ribaulb, Radovich und Šulerc schuf Stojan spielerisch verschiedene fiktionale Sprachen. Der größere Teil blieb unveröffentlicht. Eine Absicht, sie in die soziale Wirklichkeit – etwa in Konkurrenz zum Esperanto – zu implantieren, hatte Stojan nicht. So veröffentlichte er z. B. das Projekt „Idido“ (etwa „Abkömmling des Esperanto-Abkömmlings Ido“, „Esperanto-Enkel“) unter dem Pseudonym Šulerc, ein Anagramm des Esperanto-Worts ŝerculo (Spaßmacher, Possenreißer): Amiana, Ariana, Eo, Espo, Idido, Liana, Lingua franka, Renova, Spiranta, Uniala, Unita.

## Werke (Auswahl)
- 1908: Puti k istine (Wege zur Wahrheit, zwei Kapitel über geplante Sprachen)
- 1911: Ornitologia vortaro oklingva de birdoj Euxropaj (Achtsprachiges Ornithologisches Wörterbuch europäischer Vögel)
- 1912: Materialien zum Fundamento (Materialoj pri la Fundamento, in „Oficiala Gazeto“ Nr. 41)
- 1912: Karmannyj russko-Esperanto slovarik (Posxa rusa-Esperanto vortareto. Kleines Taschenwörterbuch Russisch-Esperanto)
- 1912: Neobxodymyja svedenija ob esp. (Necesaj scioj pri Esperanto, - mit Nežinskij)
- 1913: Dopolnenie k esp. russkomu slovarju (Ergänzungen zum Esperanto-russisch Wörterbuch)
- 1913: Internationale Transkription von Eigennamen (Internacia transskribo de propraj nomoj)
- 1914: Slavjanstvo i Esperanto (Slawentum kaj Esperanto)
- 1914: Esperanto pered sudom profesora (Esperanto vor dem Tribunal eines Professors)
- Jazykoznanie i Esperanto (Linguistik und Esperanto)
- 1915–1916: Vojagxaj notoj (Reisenotizen; in der russischen „La Ondo de Esperanto“, Moskau)
- 1920–1926: Lingvaj studoj (Sprachstudien; in „Esperanto“, Monatsschrift der UEA)
- 1923: Cent libroj esperantaj (Hundert Esperanto-Bücher; d. i. eine kurze Literaturlehre)
- 1925: Pri la evoluo de Esperanto (über die Entwicklung des Esperanto, „Progreso“, Prag)
- 1926: Principoj de Esperanto (Prinzipien des Esperant, in „Kataluna Esperantisto“, Barcelona)
- 1926: Historio de Esperanto, kritikaj notoj (Geschichte des Esperanto, kritische Anmerkungen, in: Progreso, Prag, 1926 – unter dem Pseudonym „Ribaulb“)
- 1926: Enkonduko al la fonetiko (Einführung in die Phonetik, in „Esperanto“, Genf)
- 1927: Katalogo de lingvoj naturaj, popolaj, literaturaj, klasikaj & artefaritaj (Katalog der natürlichen, Volks-, literarischen, klassischen und künstlichen Sprachen)
- 1927: Esperantismo, kongresoj, pioniroj, literaturo, versfarado, fakvortaro, gazetaro (en jarlibro de UEA)
- 1927: Rememorajxoj pri la unuaj tempoj de Esperant. (Erinnerungen an die ersten Zeiten des Esperanto. Progreso, Prago, 1927)[1]
- 1927: Nia literaturo, versfarado, fakvortaro, gazetaro (1927, en jarlibro de UEA)
- 1928: Kiel farigxis nia movado (Wie unsere Bewegung entstand, in jarlibro de UEA)
- 1929: Deveno kaj Vivo de la lingvo Esperanto (Herkunft und Leben der Sprache Esperanto)
- 1929: Bibliografio de Internacia Lingvo (1929, 1973)
- 1001: Vindoj kaj dagoj (postmorte)